# 2 Serpentis
2 Serpentis är en misstänkt variabel i Jungfruns stjärnbild. Trots sin Flamsteed-beteckning tillhör den inte Ormens stjärnbild. Den ligger på gränsen mellan stjärnbilderna och fick byta tillhörighet vid översynen av gränser mellan stjärnbilderna år 1930 och benämns efter bytet av stjärnbild ofta med sin HD-beteckning, HD 132933.
Stjärnan har visuell magnitud +5,70 och varierar med 0,06 magnituder utan någon fastställd periodicitet. Den befinner sig på ett avstånd av ungefär 2300 ljusår.